# Église de la Missione ai Vergini
L'église de la Missione ai Vergini est une église du centre historique de Naples située via Vergini au numéro 51, non loin du musée national de Naples.

## Histoire
Au XVIe siècle, les Pères de la Mission s'installent à Naples à l'église Santa Maria dei Vergini et son couvent, grâce aux dons de la duchesse de Sant'Elia, Marie-Josèphe de Brandis-Staremberg.
Au XVIIIe siècle, ils déménagent dans un autre couvent qu'ils font construire avec une nouvelle église en 1724, sous la supervision du Père Gargiani ; par la suite les travaux sont confiés au fameux Luigi Vanvitelli. L'ensemble est terminé en 1760. Cependant la façade de l'église n'est ajoutée qu'en 1788, selon les dessins d'un architecte inconnu.

## Description

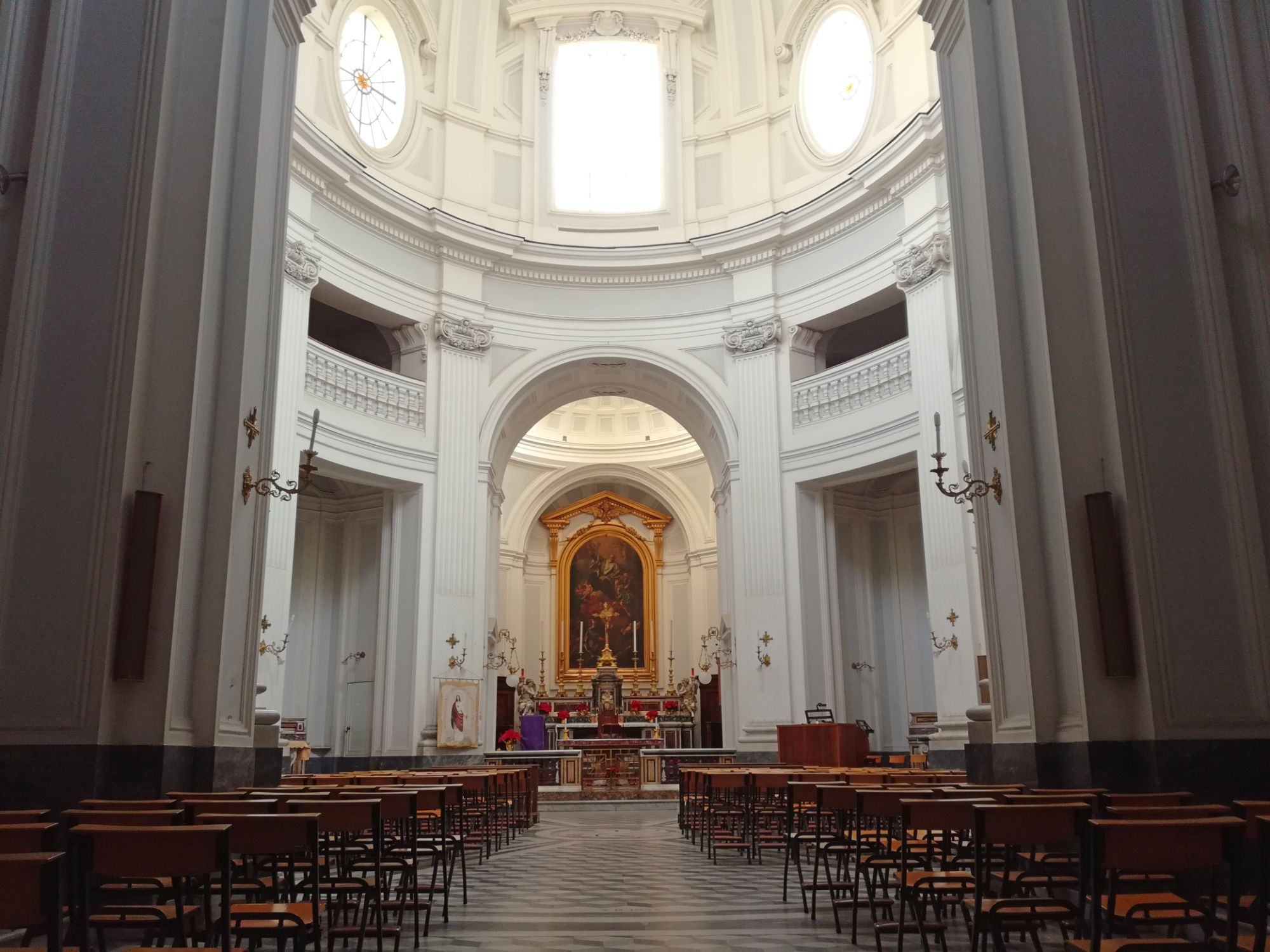
Nef et chœur.

L'église est un véritable chef-d'œuvre de Luigi Vanvitelli, à tel point qu'elle devient le modèle de référence de l'architecture religieuse de la ville.
La façade se trouve entre deux immeubles d'habitation. Elle est de style baroque et divisée horizontalement par une corniche de marbre et chacune verticalement par des lésènes de marbre d'ordre corinthien.
L'intérieur de l'église est à plan central, le milieu recouvert d'une coupole appuyée sur un tambour et surmontée d'une lanterne. Il comprend aussi un avant-corps et un chœur avec quatre tribunes de chœur en haut. L'église abrite de nombreuses œuvres d'art, dont des toiles de Francesco de Mura (Saint Vincent de Paul en gloire, dans la première chapelle de droite) et de Giovanni Sarnelli (La Conversion de saint Paul, de 1787). Les tribunes du chœurs sont en racine de noyer et datent du XVIIIe siècle et le lavabo (également du XVIIIe siècle) en marbre de la sacristie, remarquable, est des mains du Napolitain Pascale Cartalano. 

### Orgue
L'orgue date des années 1950 ; il est issu de la maison crémonaise Rotelli-Varesi et a été plusieurs fois restauré.

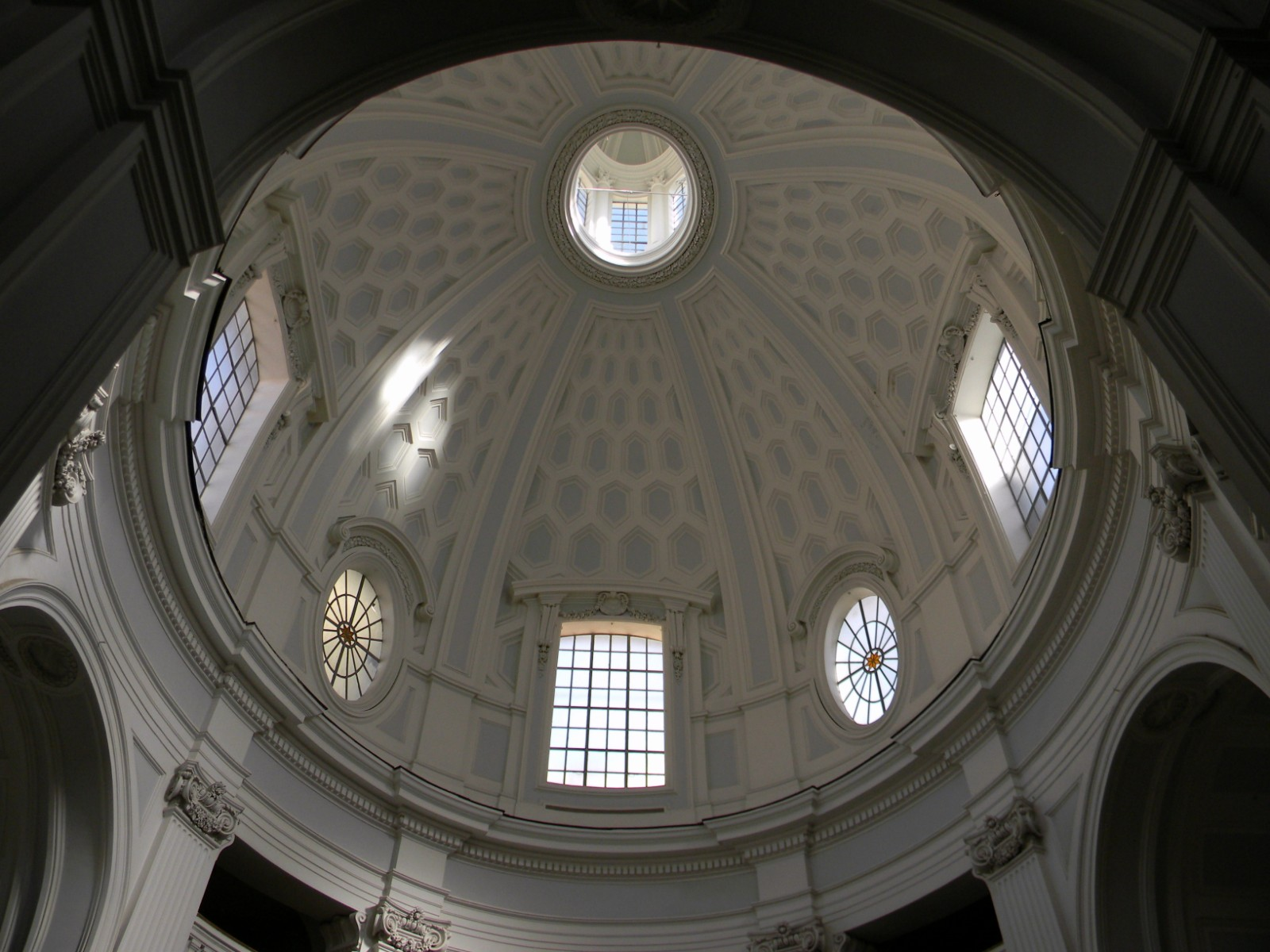
La coupole
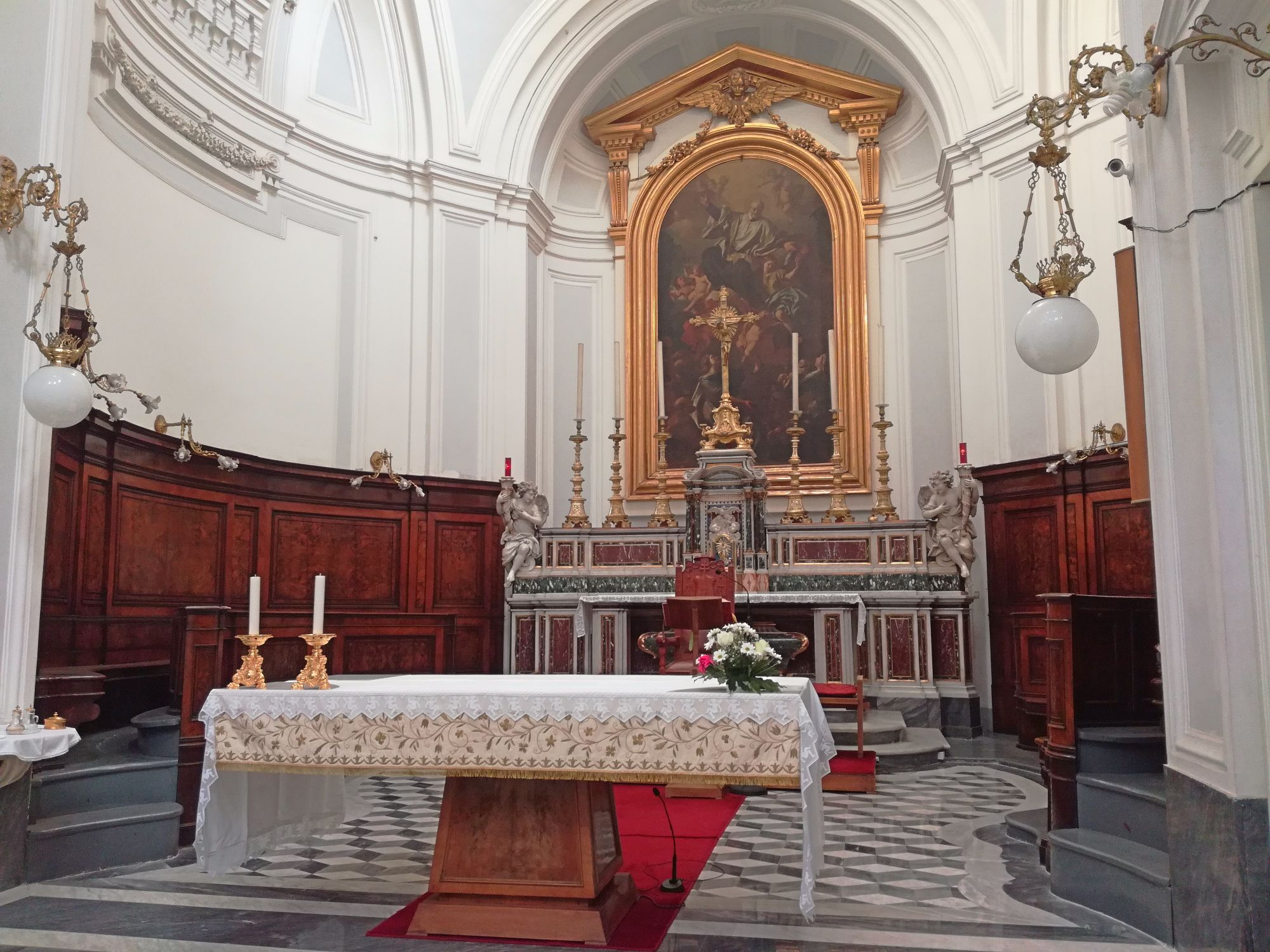
le chœur avec le maître-autel
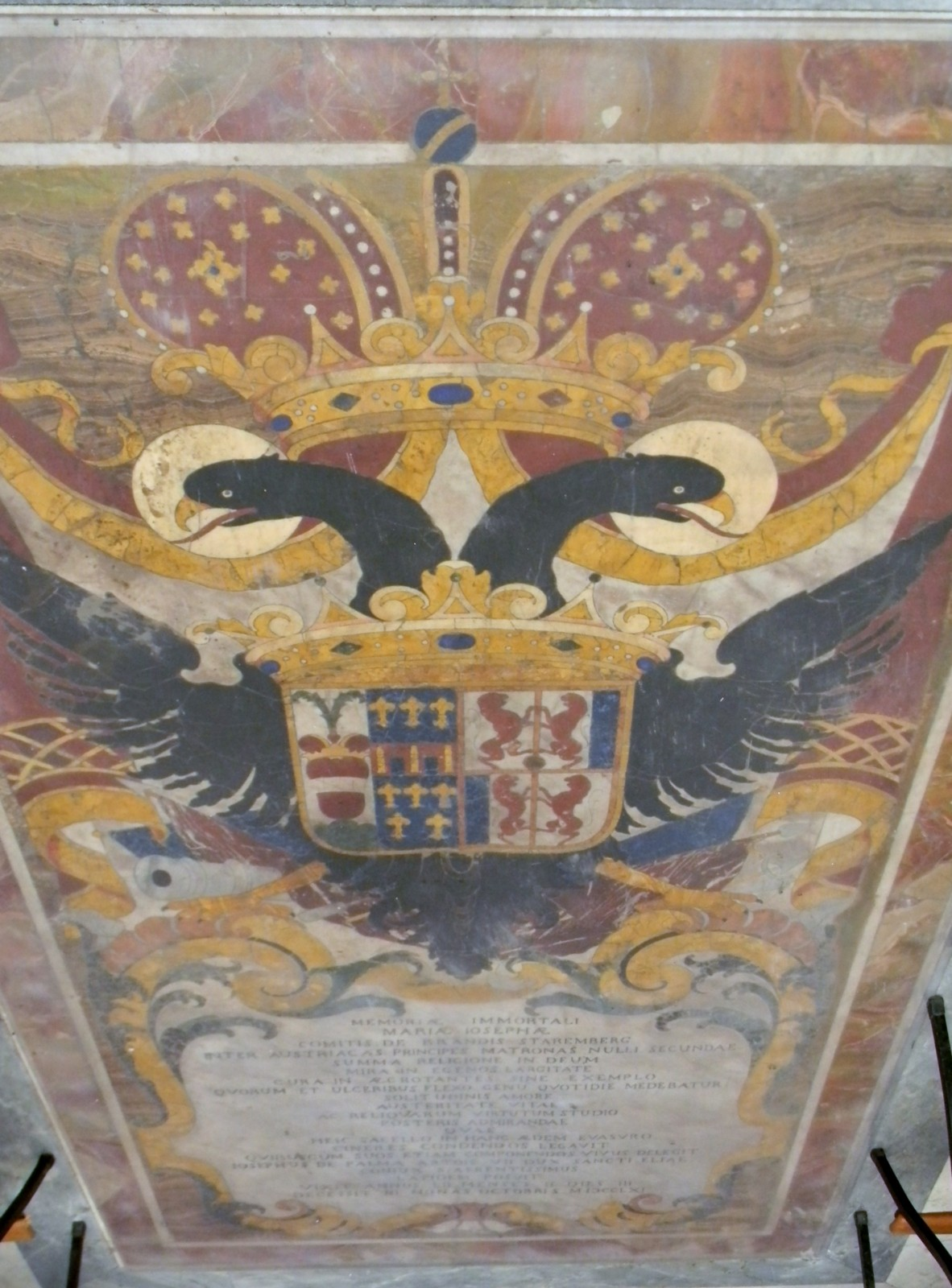
Détail du pavement

## Source de la traduction
- (it) Cet article est partiellement ou en totalité issu de l’article de Wikipédia en italien intitulé « Chiesa della Missione ai Vergini » (voir la liste des auteurs).